# The Wrong Side of Heaven and the Righteous Side of Hell, Volume 2
The Wrong Side of Heaven and the Righteous Side of Hell, Volume 2 — п'ятий студійний альбом американського хеві-метал гурту Five Finger Death Punch і другий із двох альбомів, випущених колективом у 2013 році; представлений 19 листопада 2013 року під лейблом Prospect Park. Альбом повністю спродюсований Кевіном Чурко та самими Five Finger Death Punch.

## Передісторія
15 лютого 2013 року Five Finger Death Punch оголосили, що працюють над своїм четвертим альбомом. 18 березня гурт опублікував промо-відео майбутнього туру з новою піснею під назвою «Here to Die».

1 травня 2013 року гурт оголосив, що вони випустять два студійні альбоми протягом року: The Wrong Side of Heaven and The Righteous Side of Hell, Volume 1 вийде 30 липня, а Volume 2 — 19 листопада. Гітарист Золтан Баторі сказав про рішення гурту випустити два альбоми:
«Після кількох чудових років гастролей ми вирішили зосередити сили для запису четвертої платівки. Усі були в потрібному місці, а гурт був міцніший ніж будь-коли, тож це був ідеальний шторм. Ми зрозуміли, що у нас є матеріал для 12-13 пісень, проте придумували все кращий і кращий. Тому вирішили, що немає причини зупинятись і продовжили. Як тільки ми пройшли 24-ту пісню, ми зрозуміли, що нам доведеться зробити подвійний альбом. У нас була така величезна кількість музики, яка нам дуже важлива, можливо, найкращий матеріал, який коли-небудь створював цей гурт. На той момент не було можливості вирішити, які пісні залишити в альбомі. Тому ми прийняли рішення видати їх усіх».

## Сингли
Перший сингл з альбому, «Battle Born», був випущений 10 вересня 2013 року. Назва пісні є відсиланням до прапору Невади, штату батьківщини гурту. 3 лютого 2014 року вийшов другий сингл — кавер на народну американську пісню «The House of the Rising Sun».

## Комерційні показники
Попередні замовлення на альбом почалися на iTunes 10 серпня 2013 року. Після виходу альбом дебютував під номером 2 в Billboard 200 і № 1 в Top Rock Albums із тиражем 77 000 копій за перший тиждень. Станом на липень 2015 року в США було продано 510 000 копій альбому.

## Список пісень
| Стандартне видання та диск 1 делюкс видання | Стандартне видання та диск 1 делюкс видання        | Стандартне видання та диск 1 делюкс видання |
| #                                           | Назва                                              | Тривалість                                  |
| ------------------------------------------- | -------------------------------------------------- | ------------------------------------------- |
| 1.                                          | «Here to Die»                                      | 3:00                                        |
| 2.                                          | «Weight Beneath My Sin»                            | 3:36                                        |
| 3.                                          | «Wrecking Ball»                                    | 3:13                                        |
| 4.                                          | «Battle Born»                                      | 3:43                                        |
| 5.                                          | «Cradle to the Grave»                              | 3:18                                        |
| 6.                                          | «Matter of Time»                                   | 3:16                                        |
| 7.                                          | «The Agony of Regret» (інструментальна)            | 1:42                                        |
| 8.                                          | «Cold»                                             | 3:47                                        |
| 9.                                          | «Let This Go»                                      | 3:16                                        |
| 10.                                         | «My Heart Lied»                                    | 3:35                                        |
| 11.                                         | «A Day in My Life»                                 | 3:44                                        |
| 12.                                         | «House of the Rising Sun» (кавер на народну пісню) | 4:07                                        |
| 40:17                                       |                                                    |                                             |

| The Wrong Side of Heaven and the Righteous Side of Hell, Volume 1 та Volume 2 Ultimate Collector's box set | The Wrong Side of Heaven and the Righteous Side of Hell, Volume 1 та Volume 2 Ultimate Collector's box set | The Wrong Side of Heaven and the Righteous Side of Hell, Volume 1 та Volume 2 Ultimate Collector's box set |
| # | Назва | Тривалість                                                                                                 |
| --- | --- | --- |
| 13. | «Weight Beneath My Sin» (за уч. Райана Кларка із Demon Hunter)                                             | 3:39 |
| 14. | «Burn MF» (Mr. Kane та Nikka Bling ремікс) (за уч. Rob Zombie)                                             | 2:50 |

| Додаткова пісня японського видання | Додаткова пісня японського видання                             | Додаткова пісня японського видання |
| #                                  | Назва                                                          | Тривалість                         |
| ---------------------------------- | -------------------------------------------------------------- | ---------------------------------- |
| 13.                                | «Burn MF» (Mr. Kane та Nikka Bling ремікс) (за уч. Rob Zombie) | 2:50                               |

| Делюкс видання (диск 2, концертний альбом) | Делюкс видання (диск 2, концертний альбом) | Делюкс видання (диск 2, концертний альбом) |
| #                                          | Назва                                      | Тривалість                                 |
| ------------------------------------------ | ------------------------------------------ | ------------------------------------------ |
| 1.                                         | «Intro»                                    | 1:00                                       |
| 2.                                         | «Under and Over It»                        | 4:09                                       |
| 3.                                         | «Burn It Down»                             | 4:07                                       |
| 4.                                         | «American Capitalist»                      | 3:33                                       |
| 5.                                         | «Hard to See»                              | 3:45                                       |
| 6.                                         | «Coming Down»                              | 5:07                                       |
| 7.                                         | «Bad Company»                              | 4:57                                       |
| 8.                                         | «White Knuckles»                           | 10:00                                      |
| 9.                                         | «Drum Solo»                                | 4:16                                       |
| 10.                                        | «Far from Home»                            | 2:29                                       |
| 11.                                        | «Never Enough»                             | 3:42                                       |
| 12.                                        | «War Is the Answer»                        | 5:44                                       |
| 13.                                        | «Remember Everything»                      | 5:14                                       |
| 14.                                        | «No One Gets Left Behind»                  | 3:49                                       |
| 15.                                        | «The Bleeding»                             | 7:16                                       |
| 69:08                                      |                                            |                                            |

## Чарти
| Чарт (2013)                                  | Найвища позиція |
| -------------------------------------------- | --------------- |
| Австрія Austrian Albums (Ö3 Austria)         | 17              |
| Canadian Albums (Billboard)                  | 6               |
| German Albums Chart (Offizielle Top 100)     | 13              |
| Шотландія Scottish Albums (OCC)              | 35              |
| Швеція Swedish Albums (Sverigetopplistan)    | 24              |
| Швейцарія Swiss Albums (Schweizer Hitparade) | 81              |
| Велика Британія UK Albums (OCC)              | 44              |
| US Billboard 200                             | 2               |
| US Digital Albums (Billboard)                | 2               |
| US Hard Rock Albums (Billboard)              | 1               |
| US Independent Albums (Billboard)            | 1               |
| US Tastemaker Albums (Billboard)             | 3               |
| US Top Rock Albums (Billboard)               | 1               |

### Річні чарти
| Чарт (2014)                       | Позиція |
| --------------------------------- | ------- |
| US Billboard 200                  | 57      |
| US Hard Rock Albums (Billboard)   | 1       |
| US Independent Albums (Billboard) | 4       |
| US Top Rock Albums (Billboard)    | 9       |

## Сертифікації
| Регіон                                                      | Сертифікація | Продажі |
| ----------------------------------------------------------- | ------------ | ------- |
| США (RIAA)                                                  | Золотий      | 500 000 |
| продажі+прослуховування, що базуються лише на сертифікаціях |              |         |

## Учасники запису
- Айвен Муді — вокал (1–6) та (8–12)
- Золтан Баторі — ритм-гітара (1–6) та (8–12)
- Джейсон Хук — соло-гітара, бек-вокал
- Джеремі Спенсер — ударні, перкусія (1–6) та (8–12)
- Кріс Кель — бас, бек-вокал (1–6) і (8–12)
- Райан Кларк — запрошений вокал на «Weight Beneath My Sin»
- Роб Зомбі — запрошений вокал на «Burn MF»
- Кевін Чурко — продюсування